# Carl Fromont
Carl Fromont († 4. November 1476) war ein französischer Rechtswissenschaftler.
Fromont kam 1472 aus Paris als Professor der Pandekten an die neu gegründete Universität Ingolstadt. Für seine Tätigkeit erhielt er 100 fl. Wilhelm von Reichenau, Fürstbischof von Eichstätt und erster Kanzler der Universität, ernannte Fromont zum Prokanzler.
Der an der Universität geführte Universalienstreit führte 1476 zu Fromonts Verweis. Mitte Juni 1476 reichten nahezu 50 Baccalaureen der via moderna bei Herzog Ludwig dem Reichen sechs schwere Klagepunkte gegen Fromont ein. Sie warfen ihm vor, er säe Zwietracht, fälsche die Locationen des Magistranden, um sich dann von ihnen eidlich ihre Zufriedenheit mit dem erhaltenen Platz versichern zu lassen, wähle die Examinatoren parteiisch aus und stünde allgemein im Ruf eines Diebes. Da für diese Beschuldigungen Beweise erbracht wurden, ließ der Herzog durch den Kanzler Fromont in Anwesenheit mehrerer Universitätsmitglieder verweisen und jedwede Schmälerung der Rechte der Modernen sowie jeden Racheakt verbieten.     